# Норицын, Пётр Михайлович
Пётр Миха́йлович Нори́цын (родился 21 декабря 1903 года, дер. Митино, Великоустюжский уезд, Вологодская губерния, Российская империя — погиб 21 января 1943 года, около хутора Новая Надежда, Городищенский район, Сталинградская область, СССР) — советский танкист, участник Великой Отечественной войны, Герой Советского Союза (1943, посмертно).

## Биография

### Ранние годы
Пётр Норицын родился 21 декабря 1903 года в деревне Митино ныне Великоустюгского района Вологодской области в крестьянской семье. Русский. Здесь прошли его детство и юность.
В 1925 году, по просьбе начальника районной милиции, Норицын организовал сельскую группу содействия милиции. На следующий год, в 1926-м, поступил на службу в отдел милиции города Устюжна Вологодской области на должность постового милиционера. Стал руководителем отделения милиции.
Затем переехал в Архангельск, где работал заведующим мастерской по изготовлению детских игрушек.

### Начало Великой Отечественной войны
В Красной армии с 1941 года. Участник Великой Отечественной войны с этого же года.
Первое боевое крещение получил зимой 1941/42 года в боях под Тихвином в ходе Тихвинской наступательной операции. Был ранен в ноги, около четырёх месяцев лечился на Урале, в госпитале в Перми.
После выздоровления выучился на танкиста и в звании младшего сержанта в декабре 1942 года в составе танковой части отбыл под Сталинград.
Экипаж тяжёлого танка КВ-1 344-го танкового батальона 91-й отдельной танковой бригады, 65-й армии (Донской фронт):
- командир танка лейтенант А. Ф. Наумов;
- командир орудия младший сержант П. М. Норицын;
- заряжающий орудия сержант Ф. Г. Ганус;
- механик-водитель старшина П. М. Смирнов;
- радист младший сержант Н. А. Вялых.

Принял участие в боях завершающего этапа Сталинградской битвы. 13—14 января 1943 года в составе экипажа уничтожил два танка противника, артиллерийскую батарею, четыре миномёта, пять пулемётов, семь дзотов, пять автомашин, а также до 120 солдат и офицеров противника. Своими успешными действиями в составе танкового экипажа обеспечил продвижение стрелковых подразделений вперёд, содействовал освобождению деревни Новоалексеевка, а в целом — окружению и уничтожению окружённой под Сталинградом группировки немецких войск. Участник пяти танковых атак. За этот эпизод награждён медалью «За отвагу».
20 января 1943 года из занятой Новоалексеевки младший сержант П. Норицын писал родным:

С 11 января нахожусь на передовой, гоним немчуру. Три раза выступали в атаку, остались пока живы весь экипаж. Машина повреждена, стоим пока на ремонте. После ремонта опять будем выступать, немец тикает, всё бросает. Осталось ещё небольшое кольцо уничтожить, примерно километров двадцать, и немчуре капут на сталинградских степях. Погода здесь холодная, морозы. За эти двое суток отдохнули, расположились в землянке и поспали, а то спать было некогда.

### Последний бой уНовой Надежды
Снабжение окружённых немецких войск в Сталинграде осуществлялось через последний оставшийся аэродром «Питомник». Для перекрытия этого канала снабжения генерал-лейтенант К. К. Рокоссовский ввёл в бой 91-ю отдельную танковую бригаду полковника И. И. Якубовского. При подготовке атаки на «Питомник» танкистам 344-го танкового батальона было приказано овладеть высотой Безымянная и хутором Новая Надежда (Сталинградская область), лежавшими на подступах к немецкому аэродрому.
21 января 1943 года за пять часов беспрерывного боя экипажем тяжёлого танка КВ лейтенанта А. Наумова было уничтожено 5 вражеских танков, 24 автомашины с пехотой, 19 пушек и минометов, 15 пулеметных точек противника, 5 дзотов, истреблено до сотни солдат и офицеров.
Затем у хутора Новая Надежда под Сталинградом (ныне Волгоград) КВ-1 был подбит и окружён. Танкисты отстреливались до последнего патрона. На предложение сдаться они ответили: «Мы русские и фашистам в плен не сдаёмся пока будем живы». Тогда немцы облили танк бензином и подожгли. Танкисты, погибая, пели «Интернационал». Весь экипаж погиб.
После освобождения хутора весь экипаж был похоронен рядом с местом гибели и посмертно представлен к званию Героев Советского Союза.
Указом Президиума Верховного Совета СССР от 23 сентября 1943 года младшему сержанту Норицыну Петру Михайловичу посмертно присвоено звание Героя Советского Союза.

## Награды и звания

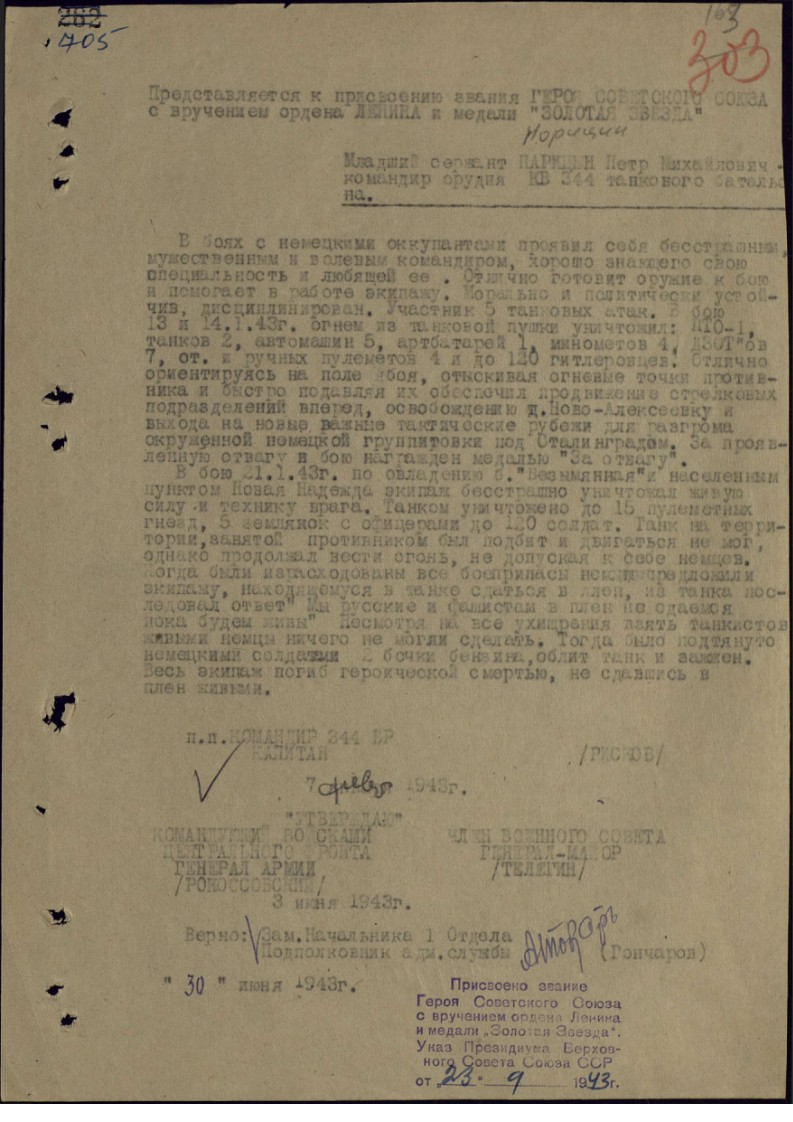
Наградной лист П. М. Норицына, ЦАМО

Советские государственные награды и звания:
- Герой Советского Союза (23 сентября 1943, посмертно)
- орден Ленина (23 сентября 1943, посмертно)
- медаль «За отвагу» (30.01.1943)

## Семья
Жена — Олимпиада Александровна Норицына. Сын Владимир, моряк дальнего плавания, женат на Алле Георгиевне Норицыной, которая живёт в Архангельске. Есть внуки.
Алла Георгиевна принимает активное участие в увековечении памяти героя-фронтовика. В частности, в феврале 2008 года во время празднования 65-летия Сталинградской битвы её семья вместе с делегацией ветеранов и школьников Архангельска побывали на месте последнего боя танкистов у хутора Новая Надежда. А в 2014 году она выступала на торжественной церемонии в честь присвоения одной из улиц Архангельска имени Героя Советского Союза П. М. Норицына и на митинге, посвящённому открытию мемориальной доски. Один из сыновей — Пётр — назван в честь своего деда.

## Память
Похоронен на месте гибели, рядом с хутором Новая Надежда Городищенского района Волгоградской области. Над могилой танкистов установлен каменный монумент в исполнении скульптора А. В. Голованова, который запечатлел последние минуты героев-танкистов. Надпись на памятнике: «Великие подвиги ваши бессмертны. Слава о вас переживет века».
В деревне Пожарово Великоустюгского района Вологодской области установлен обелиск. Имя Героя выбито на одной из плит памятника-ансамбля в городе-герое Волгограде и на монументе Славы в городе Великий Устюг. Навечно зачислен в списки воинской части.
В Архангельске с 2013 года один из проездов к площади Мира и вечному огню получил название улицы Петра Норицына, на дома № 60 установлена мемориальная доска.
Личный архивный фонд хранится в Архангельском ОКМ (№ 5008, 24 ед. хр., 1930—1943).

Монумент над могилой пяти героев-танкистов около села Новая Надежда (скульптор А. В. Голованов.
 (48°50′52″ с. ш. 44°17′09″ в. д.HGЯO)
Монумент над могилой пяти героев-танкистов
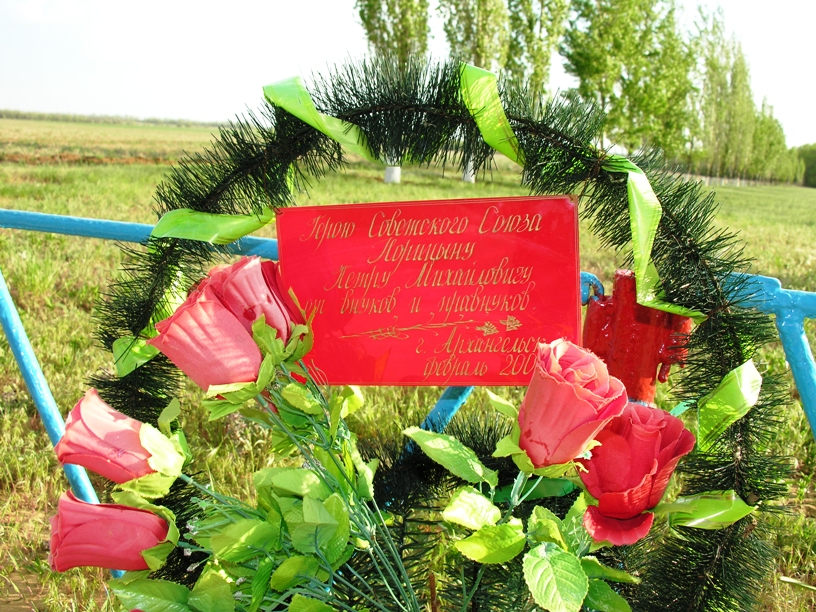
«Герою Советского Союза Норицыну Петру Михайловичу от внуков и правнуков. Архангельск, 2008»
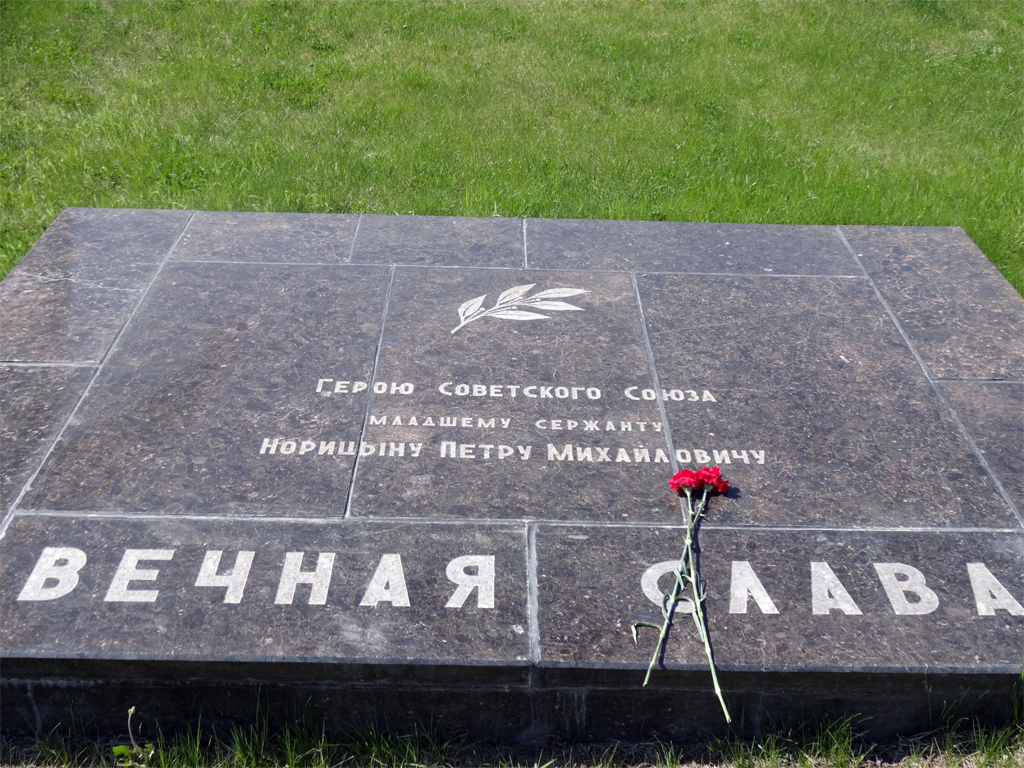
Мемориальная плита П. М. Норицына на Мамаевом кургане в Волгограде